# Histoire philatélique et postale du Canada

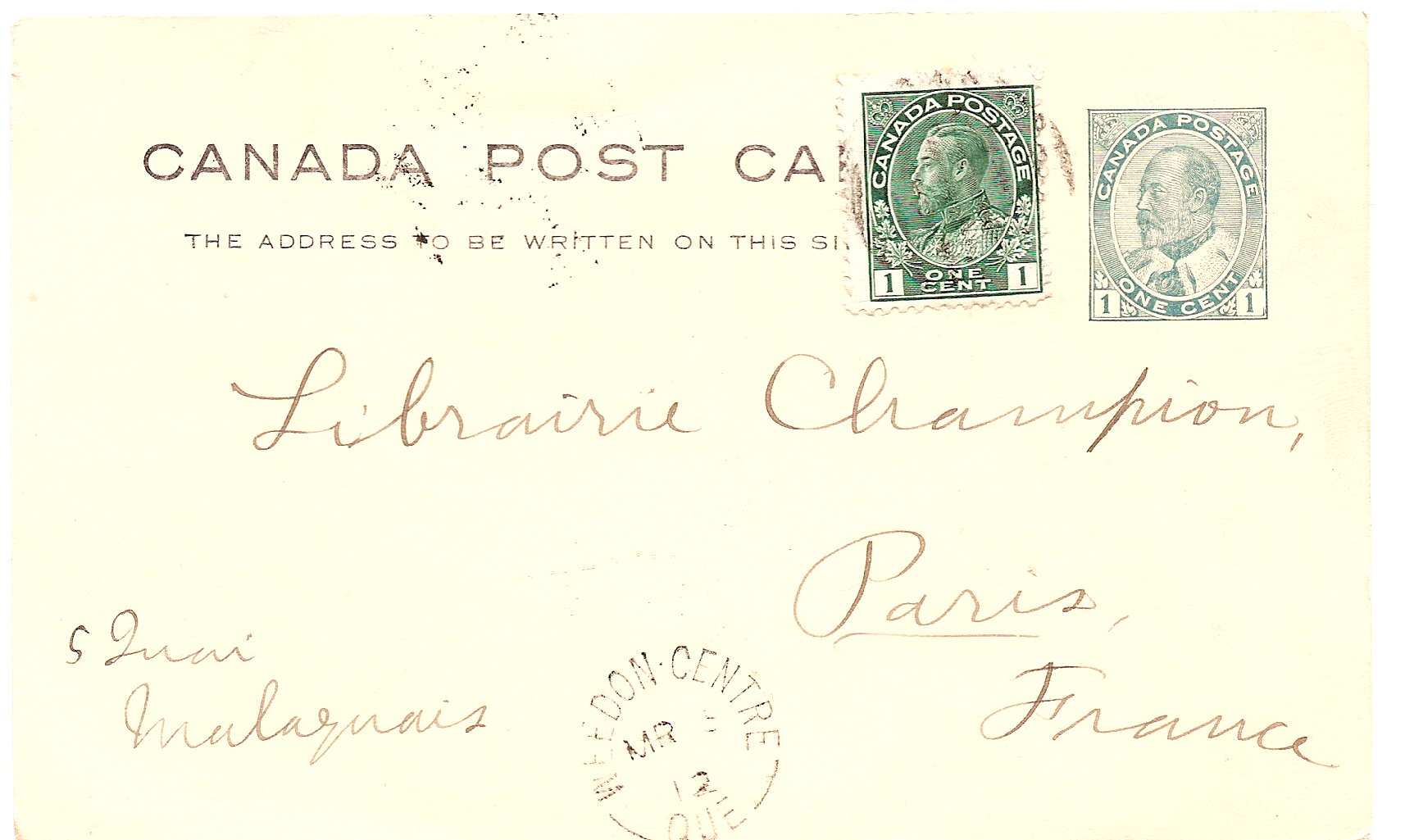
Entier postal à l'effigie d'Édouard VII complété par un timbre à l'effigie de George V

L'histoire postale et philatélique du Canada concerne les territoires qui ont formé le Canada d'aujourd'hui. Avant de joindre la confédération canadienne, les colonies britanniques qu'étaient la Colombie-Britannique et l'île de Vancouver, l'Ile-du-Prince-Edouard, la Nouvelle-Écosse, le Nouveau-Brunswick et Terre-Neuve ont émis des timbres à leur nom.
Cette histoire peut être découpée en quatre périodes principales : l'administration française (1604-1763), l'administration britannique (1763-1841), les colonies britanniques dont la Province du Canada (1841-1867) et enfin la confédération depuis 1867. Terre-Neuve qui a reçu le statut de dominion en 1907, n'a joint la confédération qu'en 1949. C'est en 1851 pour que les provinces émettent les premiers timbres « canadiens ».

Pour les personnalités et organisations, 

## Administration française
Bien qu’il n’existe pas de service postal pour la population générale, d’anciens dossiers révèlent qu’en 1693, Pedro da Silva, un citoyen portugais habitant Québec, touche un paiement pour le transport d’un paquet de lettres entre Montréal et Québec. Le premier service postal fut envisagé en 1721, mais considéré comme trop couteux et ce n'est qu'en 1734 qu'il vit le jour à l'occasion de la création de la route entre Québec et Montréal. Des relais postaux ont été créés tous les 14 kilomètres (9 miles). Le tarif était de 10 sols pour une lettre entre les deux villes et de 5 sols pour Trois-Rivières.

## Administration britannique
Les Anglais s'emparèrent de Montréal en 1760 et le traité de Paris de 1763 oblige la France à céder le Canada à la Grande-Bretagne. Benjamin Franklin et John Foxcroft, cosous-ministres des Postes, nomment Hugh Finlay, le 10 juin, à titre de premier maître de poste de Québec. On prend également des arrangements en vue de la création d’un service postal entre Québec, Trois-Rivières et Montréal et entre ces villes et New York.

## Colonies britanniques

### Colombie-Britannique et l'Ile de Vancouver

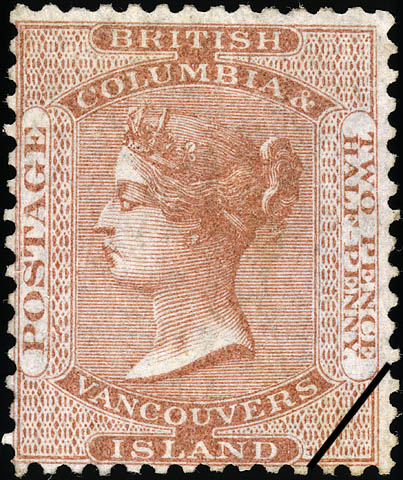
Timbre reine Victoria 1860

À l'époque des colonies, c'était principalement la Compagnie de la Baie d'Hudson, les Américains et les entreprises de messageries qui rendaient les services postaux sur la côte ouest. En juin 1858, un service postal exprès fiable, le Pioneer Fraser River Express fut établi en Colombie-Britannique. En juillet 1858, la Wells Fargo & Co. met sur pied un service exprès de San Francisco et l’Est jusqu’à Victoria.
La Colombie-Britannique et l’Île de Vancouver émettent conjointement leurs premiers timbres-poste le 30 juillet 1860. Ces colonies ont fait appel à l’imprimeur londonien Thomas De La Rue and Company qui fournit 981 feuilles de 240 sujets, dentelés 14, au prix de 104 £. Expédiés de Londres le 29 décembre 1859, les timbres ne parviennent aux colonies que vers février ou mars 1860 pour être mis en vente peu de temps après.
Elles ont émis 3 versions de différentes teintes de rose du même timbre de 2½ pence à l'effigie de la reine Victoria, dessinée d'après une médaille de William Wyon. Ils étaient imprimés avec des caractères typographiques sur du papier sans filigrane. La première version qui était non dentelée n'a jamais été mise en usage. 
En 1865, les 2 colonies procèdent séparément à des émissions décimales préparées le 19 septembre pour l’Île de Vancouver et le 1er novembre pour la Colombie-Britannique.

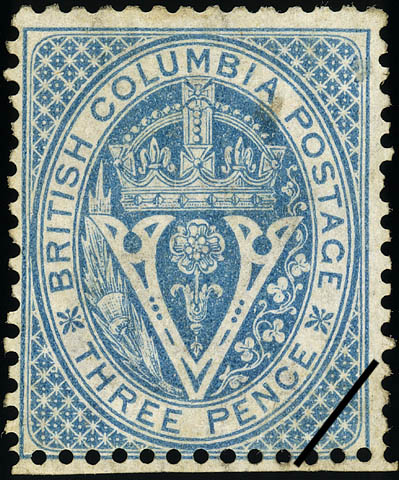
Timbre Sceau de la CB 1865

Pour sa part, l'Île de Vancouver a émis un timbre rose de 5 cents et un bleu de 10 cents avec la même effigie de la reine Victoria mais entourée d'un motif différent. Il y eut une émission non dentelée de ces 2 timbres puis une dentelée 14. Le papier portait un filigrane « Crown and C.C. ».
La Colombie-Britannique a émis des timbres de couleurs différentes illustrés du sceau de cette colonie sur papier dentelé 14. Elle a émis un premier timbre de 3 pence bleu avec le filigrane « Crown and C.C. ». De 1867 à 1871, cette colonie a émis des timbres décimaux de couleurs différentes de dénominations de 2, 5, 10, 25 et 50 cents et un dollar. Les montants décimaux étaient en surimpression sur l'illustration du 3 pence selon le modèle TWO CENTS puis de 5.CENTS.5 à 1.DOLLAR.1. Ceux de 10 ¢ et de 1 $ n'ont jamais été mise en usage. Certains timbres neufs de 50 ¢ ont été imprimés avec le filigrane inversé. En mars 1869, la C-B a émis et mis en usage ces timbres de 5 ¢ à 1 $ sur papier perforé 12½.
La Colombie-Britannique a joint la confédération canadienne le 20 juillet 1871 en incluant l'Ile de Vancouver.

### Ile-du-Prince-Édouard

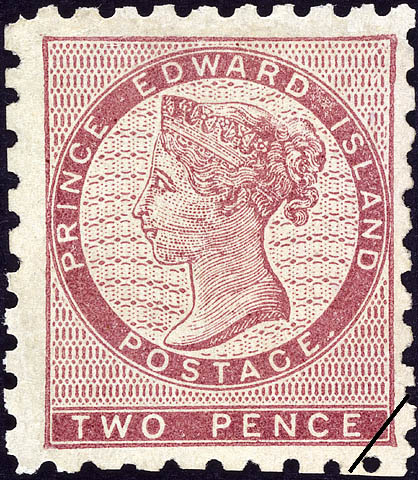
Timbre 2d reine Victoria 1861

L'Île-du-Prince-Édouard a émis ses premiers timbres le 1er janvier 1861. Les timbres de la colonie étaient dentelés dès le départ et ont tous été à l'effigie de la reine Victoria. Plusieurs timbres des premières émissions étaient imprimés sur papier jaunâtre. Seule la dernière émission en 1872 était décimale (en cents).
La première émission fut de 3 timbres d'une effigie particulière de Victoria crée 
d'après une médaille de William Wyon. Ils étaient 
respectivement rose terne de 2 pence, bleu de 3d et vert jaune 6d. Ces timbres furent imprimés avec des caractères typographiques sur du papier jaunâtre avec des dentelures 9. Des timbres de 2d ont été imprimés en rose profond.

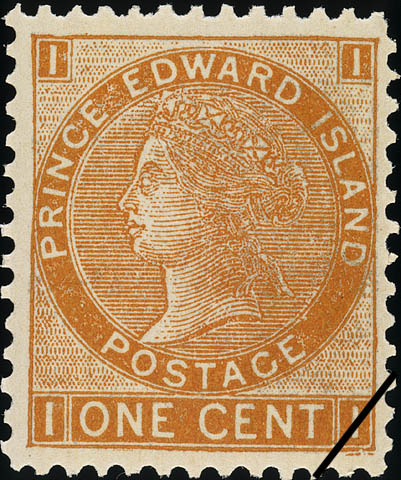
Timbre 1¢ reine Victoria 1872

En 1864, l'île émet 5 timbres de cette même effigie respectivement jaune orange d'un 
pence, rose 2d, bleu 3d, vert jaune 6d et violet 9d. En 1869, elle émet en noir un timbre de 4 pence, même effigie. Ces 6 timbres étaient imprimés sur papier blanc ou jaunâtre avec dentelure 11½-12. Il y a eu des variétés de couleur et des dentelures combinées 11x11½-12.
Le 1er juin 1870, est émis un timbre marron de 4½d à l'effigie Chalon. La valeur nominale qui fut gravée pour ce timbre par opposition à la typographie pour tous les autres, indique : « 3 Stg. » et « Cy. 4½ ». 
Les derniers timbres furent émis le 4 janvier 1872 avec des caractères typographiques avec dentelure 12, 12½. Tous de la même effigie gravée d'après une monnaie de Leonard C. Wyon et une sculpture de William Theed. Ils sont respectivement orange brun de 1 ¢, ultramarine 2 ¢, rose 3 ¢, vert 4 ¢, noir 6 ¢ et violet 12 ¢.
L'Ile-du-Prince-Édouard a rejoint la confédération canadienne le 1er juillet 1873.

### Nouvelle-Écosse
Le 5 décembre 1842, la Nouvelle-Écosse établit un système de lettres de change qui se transformera en système de recommandation.
En juillet 1851, le système de recommandation prévoit la remise d’un reçu à l’expéditeur d’une lettre recommandée. Le destinataire de la lettre doit également la signer sur réception. Le système de lettre locale est aussi mis en place à Halifax. Une lettre postée à l’intérieur du périmètre de la ville pour distribution locale est assujettie à des droits de un penny (1d) par demi-once.

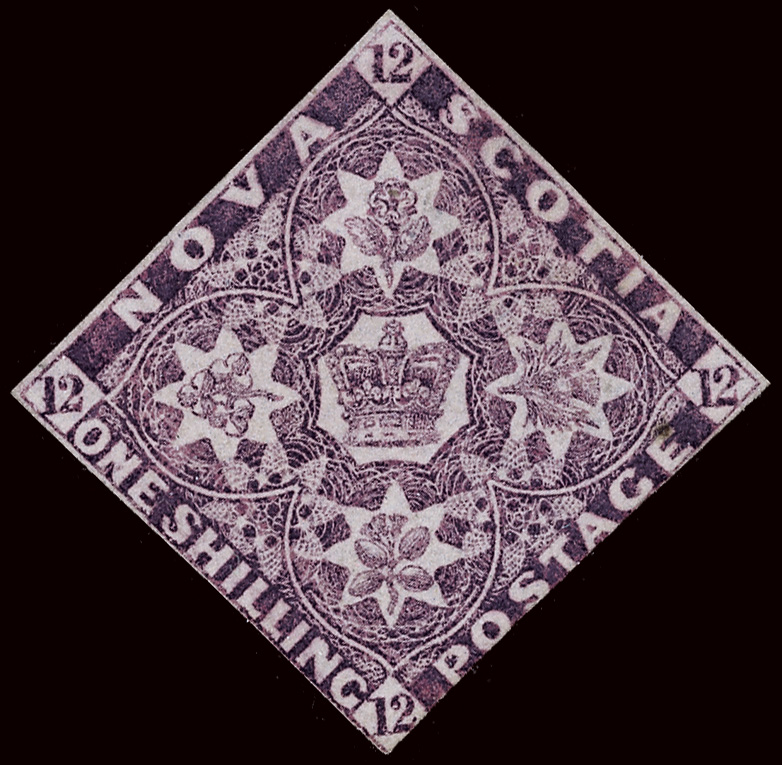
Timbre de l'émission des « pence » 1851-1857.

Le 1er septembre de cette même année voit l'émission des 2 premiers timbres, l'un de 3 pence bleu et l'autre de 6d vert jaune. Ils sont imprimés en losange sur papier bleuté et non dentelé. Ils illustrent la couronne au centre entourée des 4 fleurs emblématiques des nations fondatrices soit, la rose, le chardon, le lis et le trèfle. Le 3d fut aussi imprimé en bleu vif et bleu pâle.
Le 12 mai 1853, la colonie émet un timbre de 1 pence marron à l'effigie Chalon de la reine Victoria imprimé sur papier bleuté non dentelé.
Le 1er mars 1854, le tarif de un penny pour les lettres destinées à la distribution locale est étendu à toute la Nouvelle-Écosse.
En 1856, elle émet un timbre de 1 shiling (12 pence) violet rougeâtre du même modèle que les 2 premiers. En 1857, on voit la réémission des 2 premiers timbres en couleur plus foncée. Le timbre de 1 shiling fut aussi réémis en violet mat et certains portent le filigrane « P.H. Saunders ».

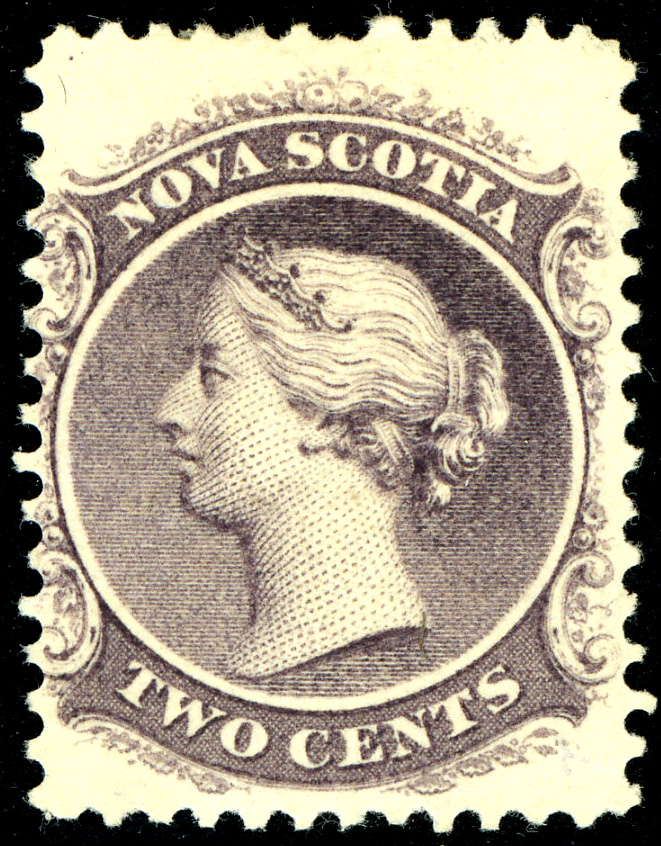
Timbre de 2 cents de 1863.

En 1863, la Nouvelle-Écosse émet 6 timbres à la suite de la nouvelle monnaie décimale (en cents/dollars) à l'effigie de la reine Victoria. Ils sont imprimés sur papier blanc ou jaunâtre avec une dentelure 12. Les 3 premiers sont illustrés d'après une monnaie de Leonard Wyon. Ils sont respectivement noir de 1 ¢, (gris)lilas de 2 ¢ et bleu de 5 ¢. Les 3 derniers sont illustrés d'après une peinture du portraitiste Franz Xaver Winterhalter pour un timbre vert de 8½¢, un vermillon de 10 ¢ et un noir de 12½¢.
Il est à noter qu'on avait l'habitude, comme au Nouveau-Brunswick à cette époque, de couper les timbres en 2 pour utiliser chaque partie à la moitié de la valeur du timbre.
La Nouvelle-Écosse a joint la confédération canadienne le 1er juillet 1867.

### Nouveau-Brunswick

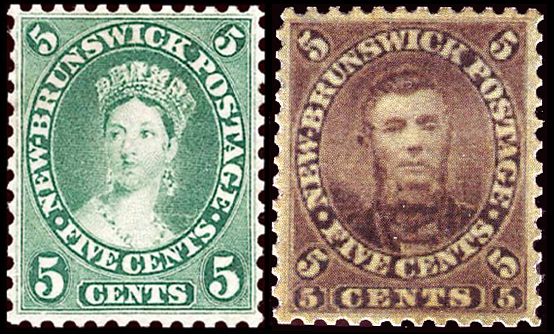
Timbres Victoria et Charles Connell 15 mai 1860

Le Nouveau-Brunswick a eu son propre service postal jusqu'à son entrée dans la confédération canadienne le 1er juillet 1867.
Les timbres-poste ont été introduits au Nouveau-Brunswick en septembre 1851.

### Terre-Neuve

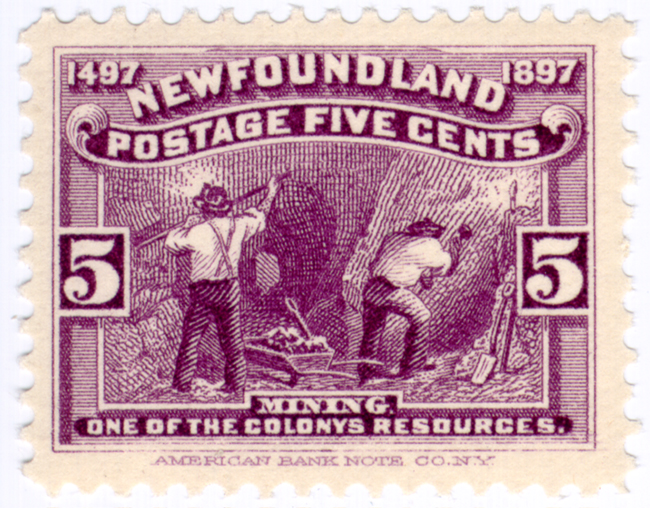
1897 Timbre de Terre-Neuve

La province actuelle de Terre-Neuve-et-Labrador ne rejoignit la confédération qu'en 1949. Elle a donc émis ses propres timbres depuis 1857 jusqu'à 1947, soit pendant près d'un siècle.

### Province du Canada (Canada Uni)
Le 10 février 1841, le gouvernement britannique, suivant les propositions de Lord Durham, procède à l'union des deux provinces Haut-Canada et Bas-Canada sous le nom de Canada-Uni, mais en ne lui accordant la Responsabilité ministérielle qu'en 1849.
Le 5 avril 1851, la gestion des postes est officiellement transférée à la Province du Canada et James Morris est nommé ministre des Postes. Les taux d'affranchissement sont établis le 6 avril. Le coût de livraison domestique d'une lettre est de 3d par demi-once et de 6d par demi-once pour les États-Unis. L'imprimerie de sécurité new-yorkaise Rawdon, Wright, Hatch and Edison avait le contrat d'impression des timbres-poste canadiens et ce, jusqu'en mai 1858.
C'est donc en 1851 que sont émis les 3 premiers timbres-poste canadiens (contenant la mention « CANADA POSTAGE ») de valeurs respectives de 3d, 6d et 12d (d = pence). Ces timbres sont imprimés sur du papier vergé en feuilles non dentelées et les caractères sont gravés.

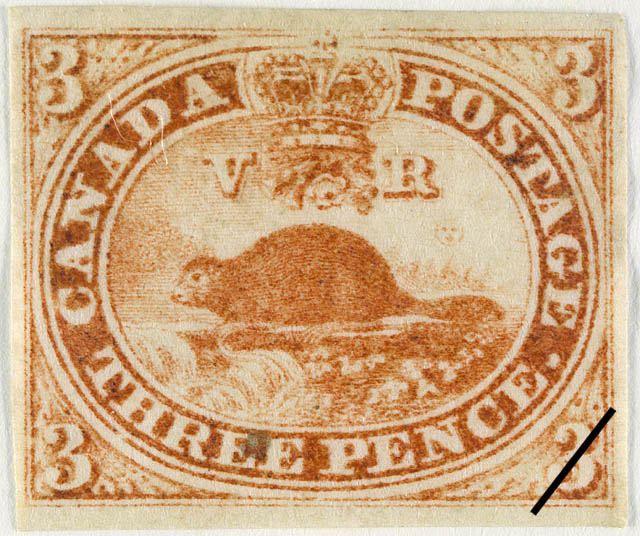
3 p Castor Fleming 1851

Sir Sandford Fleming conçoit le premier timbre-poste canadien, le « Castor de trois pence » émis le 23 avril. Imprimé en rouge, c'est le tout premier timbre dans l'histoire mondiale de la poste représentant un animal. La coutume voulait qu’on représente le monarque, un homme d’État, un dessin géométrique ou les armoiries. 

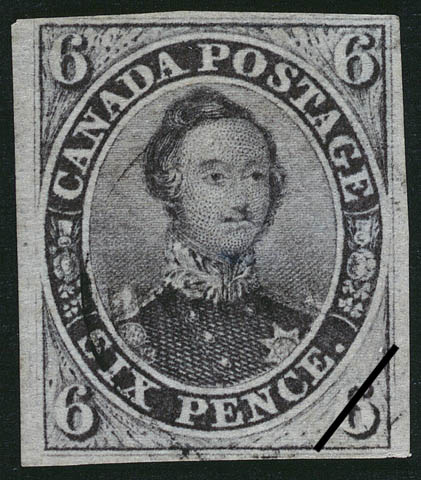
6 d Prince-Albert Drummond 1851

Le deuxième timbre est le « Consort de 6 pence » émis le 12 mai. De couleur violette ardoise, il est à l'effigie du Prince Albert de Saxe-Cobourg-Gotha, le prince consort. Le portrait fut gravé par Alfred Jones d'après un dessin de William Drummond. Le 17 mai voit une émission de couleur plus grisâtre (marron pourpre).

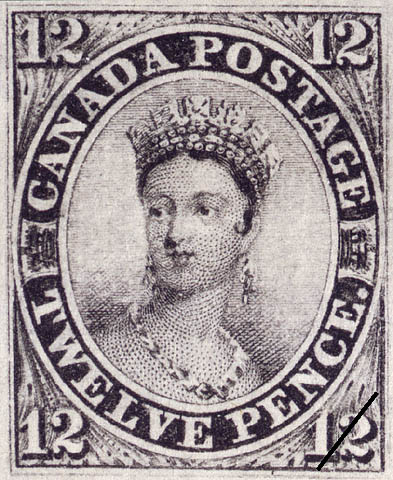
12 d Victoria Chalon 1851

Le 14 juin, le timbre de 12d imprimé en noir est émis à l'effigie de la reine Victoria. Il fut gravé par Alfred Jones qui reproduisit le fameux portrait réalisé par le peintre Alfred Edward Chalon. Bien que 50 000 copies furent commandées, seulement 1 450 furent émises. Il est donc difficile d'obtenir aujourd'hui la moindre copie même oblitérée à moins de 30 000 dollars canadiens.
En 1852, comme le papier vergé collait mal sur les enveloppes, les timbre sont désormais imprimés sur papier vélin. Ainsi, le 17 avril 1852 est réémis sur ce nouveau papier, le castor rouge de 3 pence et, en mars 1855, le Prince Albert de 6 pence en gris ardoise. Les feuilles ne sont toujours pas dentelées.
En 1854, la réduction des tarifs postaux entre le Canada et le royaume-Uni a entraîné une demande pour deux nouvelles valeurs nominales de timbres-poste : 10 pence (10d.stg.) et 7 pence et demi. Pour l'envoi par paquebot postal, à partir d'Halifax, d'une lettre d'une demi-once, on allait payer le tarif réduit de 6 pence sterling, ce qui équivalait à 7 pence et demi en monnaie. À cette époque, Province du Canada n'avait pas sa propre unité monétaire. Le sterling avait une valeur supérieure à la devise de change appelée communément monnaie. C'est pourquoi le nouveau timbre de dix pence affiche aussi la valeur nominale de 8 pence sterling.

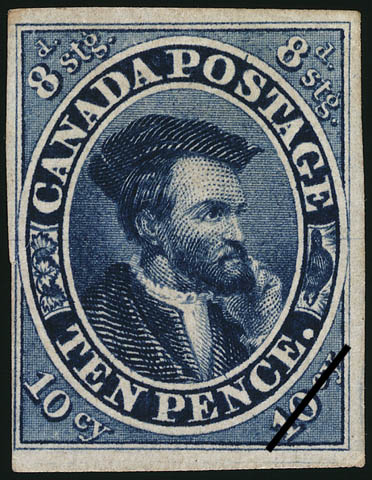
10 d Jacques-Cartier Riss 1855

En janvier 1855, la province émet donc le timbre bleu de 10 pence (en monnaie) sur papier mince à l'effigie de Jacques Cartier. Le portrait fut gravé d'après une peinture exécutée par François Riss vers 1839. Dans les coins inférieurs, sont indiqués « 10 cy » et dans les coins supérieurs, « 8 d. stg. ». Des impressions subséquentes sont faites sur papier épais et certaines en bleu mat.

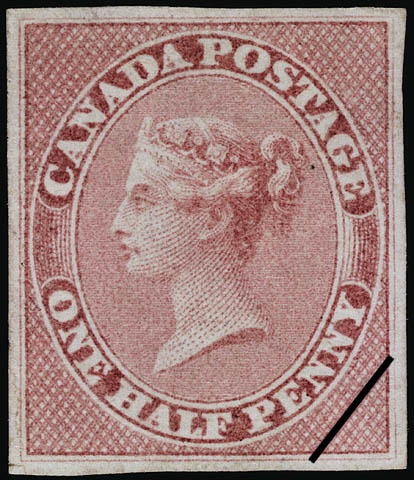
½ d Victoria 1857

Le 1er août 1857, le timbre rose d'un demi-penny est émis à l'effigie de Victoria. Il fut gravé d'après une médaille de William Wyon. Ce timbre appelé communément timbre pour journaux, servait à l'origine à payer les frais d'affranchissement des journaux qui étaient postés à la population.
Pour le tarif de 6d.stg., le timbre vert aussi imprimé en vert foncé à l'effigie Chalon de Victoria comme celui de 12d est émis le 2 juin 1857. « SIX PENCE STERLING » s'y trouve gravé ainsi que « 6 d. stg. » et « 7½ d. cy. » dans les coins. Cette même année, le 6 pence du Prince Albert est réimprimé en violet rougeâtre sur du papier fibreux très épais et souple.
En 1858, la province imprime désormais ses timbres sur papier dentelé. Le 1er mai, par suite d'un regroupement, l'imprimeur new-yorkais des timbres canadiens est devenu l'American Bank Note Company et son siège est demeuré à New-York. La nouvelle entreprise a continué d'exécuter le contrat d'impression jusqu'à la Confédération en 1867.
Sur papier vélin et dentelé 11¾, le Victoria rose ½d est émis pour la 2e fois en décembre 1858 suivi du castor rouge 3d (3e fois) et du prince consort 6d (4e fois) violet brun en janvier 1859. Le Victoria sera aussi imprimé en rose lilas, le castor en marron et l'Albert en violet gris. Comme les vignettes sont très rapprochées, il est presque impossible d'en trouver qui ne touchent pas aux dentelures.
En 1859, le Canada est passé du système sterling au système monétaire décimal basé sur le dollar. Le 16 mars, le Ministère des postes a commandé des timbres de 1 ¢, 5 ¢, 10 ¢, 12½¢ et 17 ¢, pour lesquels les dessins de timbres émis antérieurement seraient utilisés. Cette commande était accompagnée de directives pour que certaines valeurs soient toujours exprimées en sterling : SIX PENCE STERLING sur le timbre de 12½¢ et 8 d. stg. sur le timbre de 17 ¢. 
Le 1er juillet 1859 sont donc émis le Victoria Wyon rose de 1 ¢, le castor vermillon de 5 ¢, le prince Albert marron noir de 10 ¢, le Victoria Chalon vert de 12½¢ et le Jacques Cartier bleu de 17 ¢. Différentes variétés de teintes et de dentelure seront émises jusqu'en 1864 en plus du prince Albert de 10 ¢ en rouge lilas.
Le 1er août 1864, la poste émet le timbre de 2 ¢ essentiellement pour le paiement du tarif révisé pour les journaux. Ce dernier timbre émis par la province avant la confédération portait l'effigie Wyon de Victoria toujours en rose. D'abord dentelé 12x11¾, il fut aussi imprimé en d'autres teintes de rose avec dentelure 12.

## Confédération canadienne
En 1864, les Pères de la confédération entreprennent d'unifier les trois colonies — le Canada-Uni, la Nouvelle-Écosse et le Nouveau-Brunswick — menant ainsi à la création du Dominion of Canada. L'Acte de l'Amérique du Nord britannique du 1er juillet 1867 crée ce dominion sous le nom de Canada, avec quatre provinces distinctes : l'Ontario, le Québec, le Nouveau-Brunswick et la Nouvelle-Écosse. La Colombie-Britannique et l'Ile-du-Prince-Edouard joindront la confédération respectivement en 1871 et 1873. Terre-Neuve la joindra beaucoup plus tard en 1949.
Comme pour la plupart des pays du Commonwealth les sujets des timbres du Canada ont été fortement dédiés à l'effigie du souverain britannique.
Juste après George V, c'est Édouard VIII qui régna du 20 janvier 1936 jusqu'à son abdication le 11 décembre 1936. Son règne fut trop court pour que les postes canadiennes ait le temps d'émettre des timbres.

### Victoria 1867-1901
À la confédération, c'est Victoria qui est la reine du Canada.
La « Loi sur la réglementation du service postal » (SC 31 Vic. 1867, chap. 10) qui entre en vigueur le 1er avril 1868 prévoit un système postal uniforme pour l’ensemble du nouveau Dominion. Les timbres émis à partir de cette date remplacent tous ceux émis par les provinces constituantes. C'est désormais la British American Bank Note Company fondée à Montréal, en 1866 qui imprime les timbres du Canada.
Les tarifs postaux sont établis à ½¢ pour un périodique simple, 1 ¢ pour un imprimé, 3 ¢ par ½ once pour les lettres, 2 ¢ pour enregistrer une lettre, 6 ¢ pour poster une lettre aux États-Unis et à Red River, 12½¢ pour la Grande-Bretagne ou Terre-Neuve et 15 ¢ pour la G.-B. via New-York.

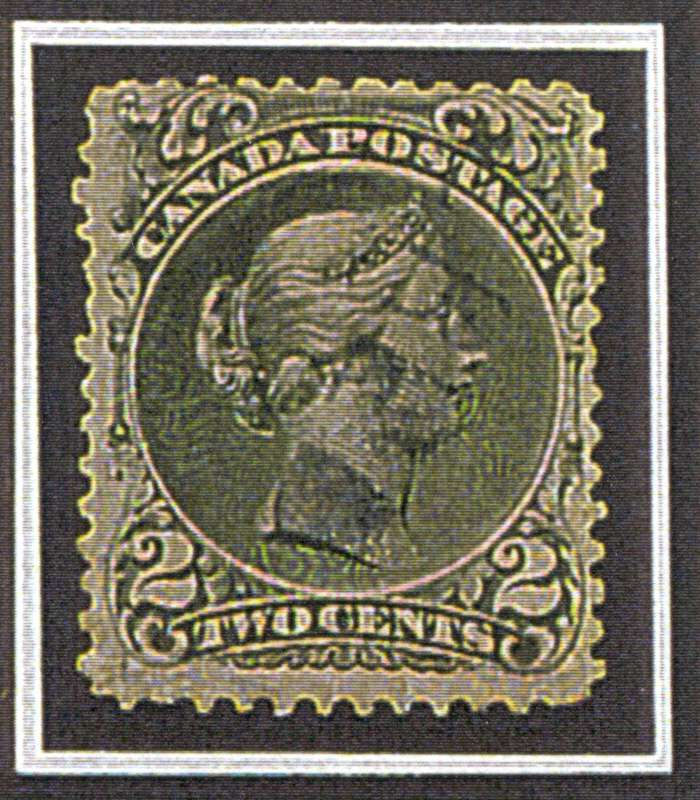
Le 2 cents grandes reines sur papier vergé

C'est le 1er avril 1868 que sont émis les premiers timbres du nouveau Dominion à l'effigie de la souveraine. Cette même année, des timbres d'un, deux et trois cents furent imprimés sur papier vergé.
En 1871, la British American Bank Note Company déménage son siège social à Montréal et imprime les timbres dans cette ville.
Des cartes postales prétimbrées sont émises le 1er juin 1871. Elles coûtent 1 ¢ pour n'importe quelle adresse à l’intérieur du Canada. Ces cartes postales peuvent être recommandées moyennant un timbre-poste ordinaire de 2 ¢.
Le 1er novembre 1872, le Canada et Terre-Neuve concluent une entente qui fixe un tarif uniforme de 6 ¢ la demi-once (14 grammes) pour les lettres par comparaison avec 12½¢, comme c’était le cas auparavant.
Le 15 novembre 1875, les postes émettent des timbres spéciaux de 2 ¢ et 5 ¢ pour les lettres recommandées. Ils furent suivis d'un timbre de 8 ¢, le 21 avril [1876]. 
Le 1er avril 1879, les postes lancent un service « d’avis de réception » ou « AR » pour les envois recommandés.
Le grand engouement des canadiens pour le nouveau service postal force les autorités du département des postes à trouver des solutions pour produire plus rapidement une plus grande quantité de timbres. Par conséquent, des dispositions sont adoptées pour remplacer les grands timbres de 1868, d'une dimension de 20 par 24 millimètres, par des timbres de même valeur nominale, mais ayant les dimensions de celui du demi-cent, soit 17 par 22 millimètres, et ce, seulement quelques mois après l'introduction des premiers. Ce changement permit également d'augmenter de 100 à 200 le nombre de sujets gravés sur les planches d'impression tout en conservant une taille raisonnable. Les dessins sont semblables à ceux des timbres de l'émission de 1868. Un nouveau timbre d'un demi-cent, de plus petite taille que les autres timbres de la même série, a aussi été émis en juillet 1882.
Les timbres-poste préoblitérés sont utilisés à partir 1889. Ces timbres sont destinés aux envois de 25 000 pièces de courrier ou plus. Voir article détaillé Timbre préoblitéré du Canada.
En 1889, la British American Bank Note Company revient s'installer à Ottawa, rue Wellington. Là, furent imprimés entre 1888 et 1897, des timbres de petites reines de 3 ¢, 5 ¢, 6 ¢, 8 ¢ et 10 ¢.

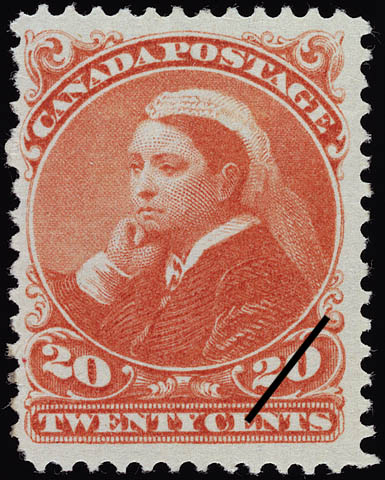
20 cents 1893 Victoria en deuil

Le 15 février 1893, des timbres de 20 ¢ et de 50 ¢ furent émis pour les colis postaux dont les nouveaux tarifs entraient en vigueur.
1896 voit le début de la mécanisation du tri du courrier avec des oblitérateurs postaux électriques qui sont introduits dans les bureaux de poste de Montréal et d’Ottawa. 

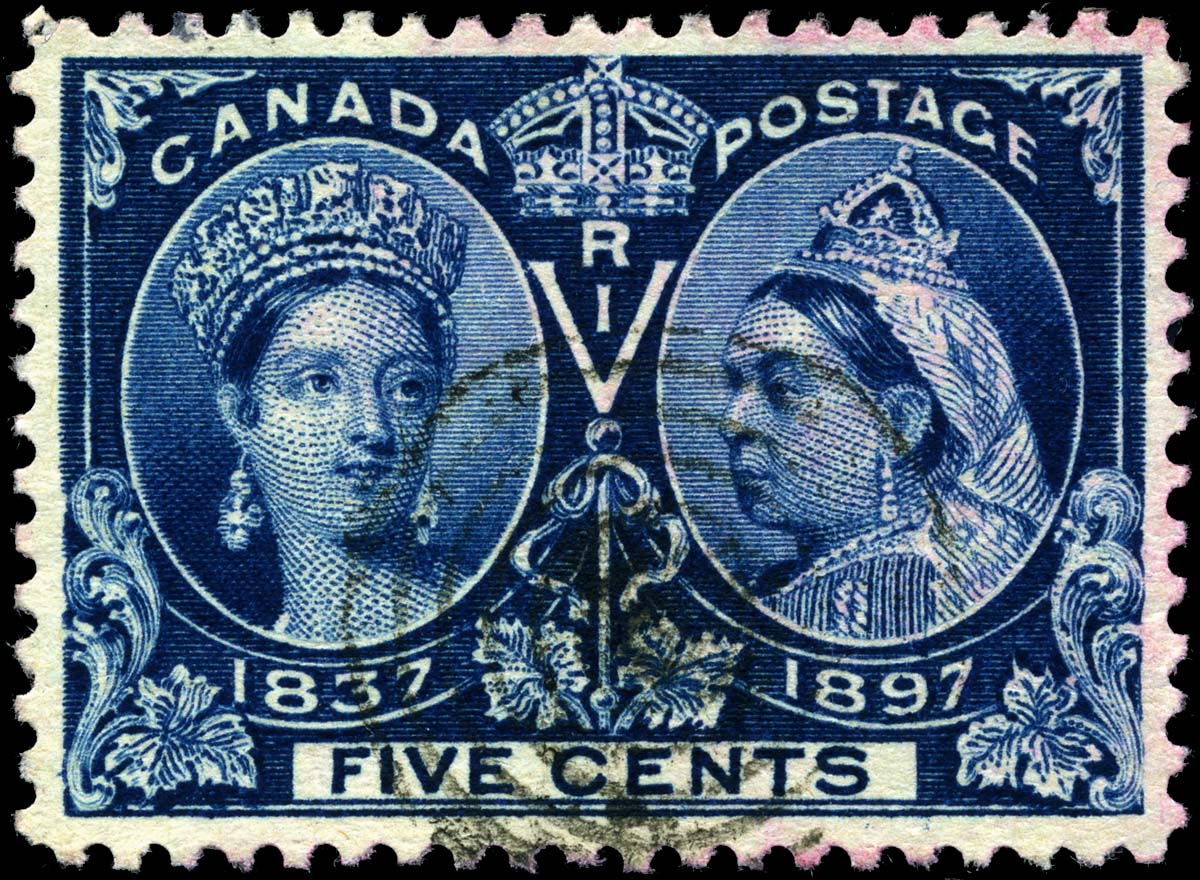
Un des timbres du de la reine Victoria, de 1897.

La Canadian Bank Note est établie à Ottawa en 1897 sous le nom d'American Bank Note Company en tant que succursale de l'American Bank Note Company de New York.
Les premiers timbres-poste commémoratifs du Canada sont émis 19 juin 1897 à l’occasion du 60e anniversaire du règne de la reine Victoria. La série comprend des timbres et une carte postale spéciale de 1 ¢. Les timbres sont offerts en valeurs nominales de ½ ¢, de 1 ¢ et de 2 ¢, 3 ¢, 5 ¢, 6 ¢, 8 ¢, 10 ¢, 15 ¢, 20 ¢ et 50 ¢ ainsi que de 1 $, 2 $, 3 $, 4 $ et 5 $.

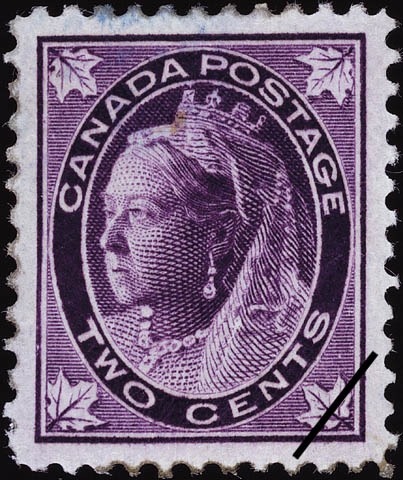
2 cents 1897 Victoria feuilles d'érable

À cause du changement de contrat pour la production des valeurs postales, il fallait de nouveaux timbres-poste courants. Leur émission débute le 9 novembre 1897 et des feuilles d'érable décorent les quatre coins de ces nouveaux timbres d'où l'appellation de cette émission par le collectionneurs.
Cette première émission eut une durée de vie assez courte et fut rapidement remplacée par une nouvelle avec deux rappels de la valeur faciale aux coins inférieurs. Une des raisons pour cette évolution était motivée par la difficulté de lecture des valeurs littérales par la population francophone. (L'Union postale universelle ne rendit l'usage des chiffres arabes pour exprimer les valeurs faciales qu'en 1907.)

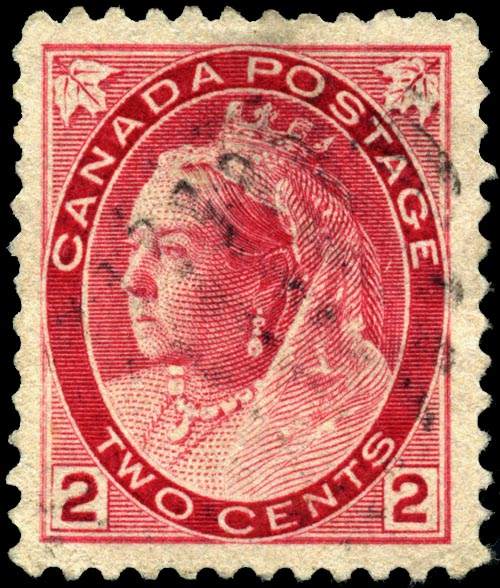
2 cents, 1899, Type II

Comme les concepteurs de la série des feuilles d'érable n'avaient pas suffisamment mis en évidence les valeurs nominales écrites en toutes lettres, les gens ne pouvaient pas les distinguer rapidement. En conséquence, le ministère des Postes a modifié le dessin de ces timbres et préparé une nouvelle émission qui a vu le jour le 13 septembre 1898.
À partir de 1898, les livres en braille pour les aveugles postés n’importe où au Canada sont exemptés de port.
Le 28 juin 1898, est émis un timbre de livraison par exprès (special delivery) de 10 ¢ à l'intérieur des limites de la ville.

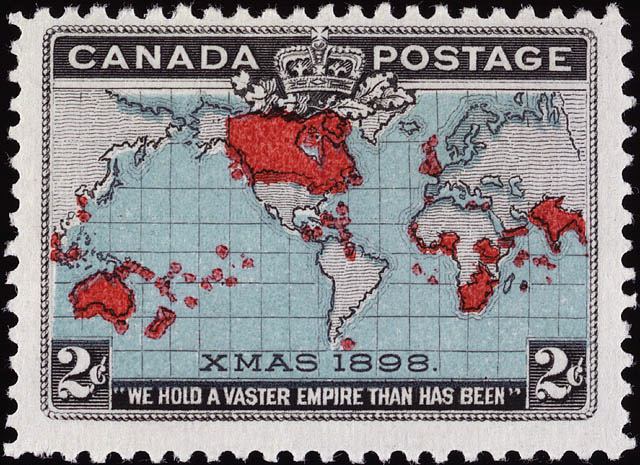
2 cents 1898 penny impérial

Le Canada émet le premier timbre-poste de Noël au monde en 1898. Également appelé « timbre carte », il s’agit du premier timbre-poste multicolore du Canada. Il a été émis le 7 décembre à la suite de l’adoption, lors d’une conférence tenue à Londres, d’une tarification postale uniforme à la grandeur de l’Empire. Un tarif de 2 ¢ la demi-once (14 grammes) s’applique pour affranchir une lettre et il entre en vigueur le 25 décembre 1898.
Pour la poste intérieure, le timbre violet courant de 2 ¢ était très demandé. Or, il n'était pas de la couleur rouge prescrite par le règlement de l'Union postale universelle pour le tarif postal intérieur. En guise de mesure provisoire, les postes ont mis une surcharge sur le timbre rouge de 3 ¢ pour en réduire la valeur nominale à 2 ¢. Ainsi, le 28 juillet 1899 est émis provisoirement le timbre carmin de 3 ¢ avec surcharge en noir, émission « feuille d'érable » de 1897 et le 8 août, sur celui de l'émission « numérale » de 1898. 
En 1899, des crédits de 5 000 $ sont approuvés pour l’achat de deux automobiles pour les postes à Toronto. 
À partir de juin 1900, on émet des carnets de 12 timbres-poste de 2 ¢. Un carnet coûte 25 ¢ et le cent supplémentaire sert à couvrir les frais de reliure. C'est sous le règne de Victoria que furent émis les premiers timbres de livraison par exprès et de retour (OFFICILLY SEALED). 
C'est sous le règne de Victoria que furent émis les premiers timbres de livraison par exprès et de retour (OFFICILLY SEALED). 
Victoria est décédée le 22 janvier 1901.

### Édouard VII 1901-1910

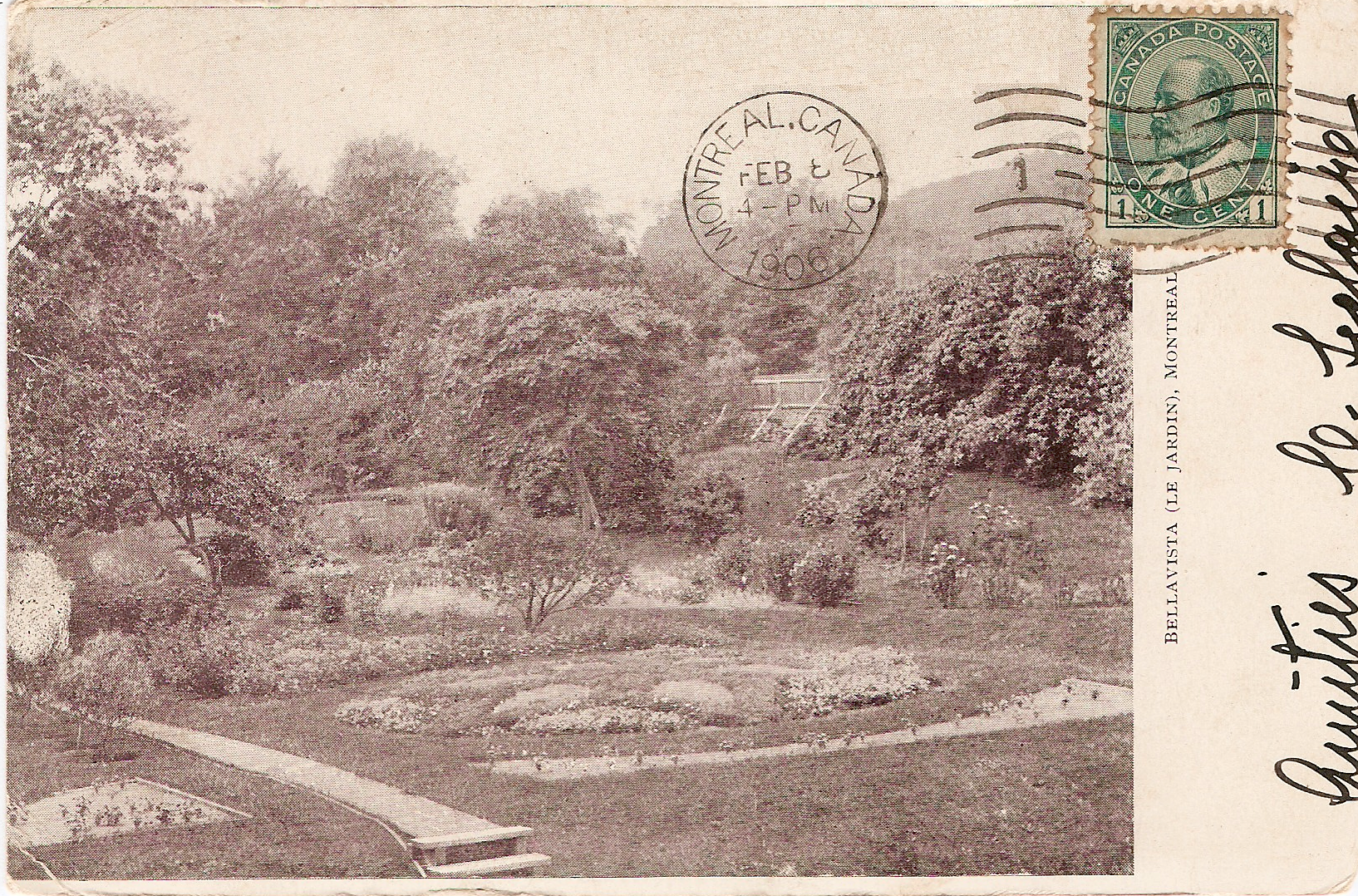
carte postale affranchie pour la France avec un « 1 cent » vert de l'émission de 1903

Le roi Édouard VII succède à la reine Victoria en 1901. Les premières rencontres menant à la création de l’Association canadienne des maîtres de poste débutent en 1902. C'est en 1903 que le ministère des Postes autorise l’envoi de cartes postales illustrées au Canada.

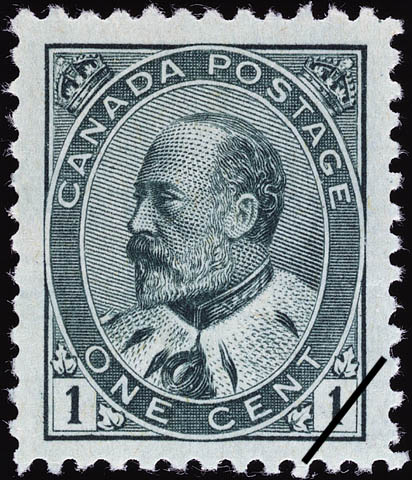
1 cent 1903 Edouard VII

Une nouvelle série de timbres d'usage courant est émise le 1er juillet 1903 à effigie du nouveau roi. Mettant près de deux ans à se matérialiser et préparée par George V et John Alexander Tilleard,, cette émission est une adaptation de la série précédente de Victoria en remplaçant également les feuilles d'érable par des couronnes.
7 valeurs seulement ont été émises : 1 ¢ vert (usage cartes postales), 2 ¢ carmin, 5 ¢ bleu, 7 ¢ jaune-olive, 10 ¢ violet-brun, 20 ¢ olive, 50 ¢ violet. Le timbre de 20 ¢ ne fut émis que le 27 septembre 1904 étant donné que le timbre de Victoria de cette dénomination était peu en demande. Pour la même raison, le timbre de 50 ¢ ne fut émis que le 19 novembre 1908.
Le 1er juillet 1906, un système est établi pour le courrier insuffisamment affranchi. Le port dû est recueilli au moyen de timbres-taxe. 
Le service de livraison par exprès est établi le 15 août 1907.

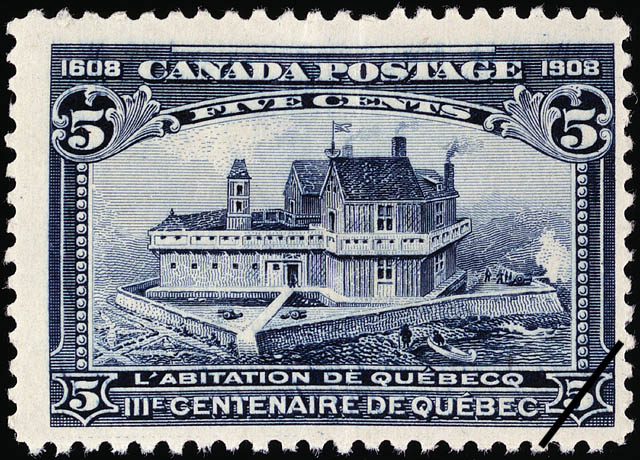
5 cents 1908 Abitation de Quebecq

En 1908, la première émission commémorative du Canada avec une imagerie variée a été émise à l'occasion du tricentenaire de la fondation du Québec. Comme le concept projeté pour ces timbres brisait la tradition en matière de sujets illustrés sur des timbres-poste, le Ministère a demandé au roi Édouard VII la permission d'utiliser des sujets historiques et des portraits de personnes autres que des personnages royaux pour les timbres à validité permanente. Sa Majesté a donné son consentement et les timbres ont été mis en vente le 16 juillet 1908.
En 1910, le ministère des Postes autorise l’utilisation de timbres-poste perforés marqués de signes distinctifs. 
Le roi Edouard VII est mort le 6 mai 1910.
Pour la description des timbres, voir Timbres du Canada sous Édouard VII (1901-1910).

### George V 1910-1936
Le roi George V succède à son père le roi Edouard VII en 1910. Il a été un célèbre collectionneur de timbres-poste. Cette même année, les Postes autorisent l’utilisation de timbres perforés. Toutes les émissions d'usage courant sous George V comprennent des timbres de 1 ¢, 2 ¢ et 3 ¢ émis en roulette. 

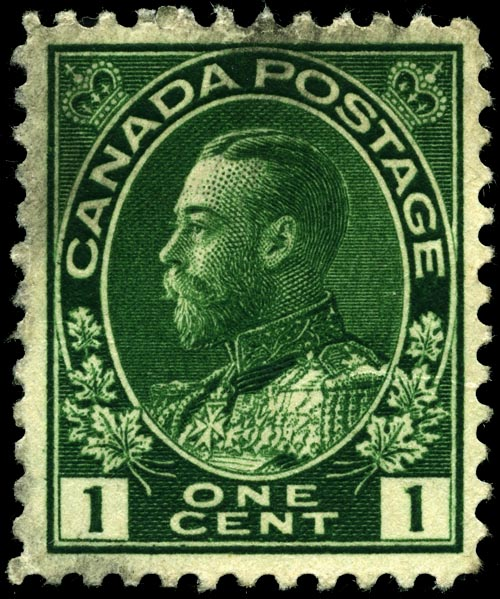
George V, 1 cent, 1912

Les premiers timbres du règne de George V sont émis le 22 décembre 1911. Ce sont des timbres d'usage courant de 1 ¢ et 2 ¢ à son effigie. Les valeurs émises au début sont les mêmes que celles de la série de 1908 du roi Édouard VII. La série appelée Amiral en raison de l'uniforme illustrée sur ces timbres, fut émise jusqu'en 1925. Elle comprenait 18 timbres différents dont les valeurs étaient de 1 ¢, 2 ¢, 3 ¢, 4 ¢, 5 ¢, 7 ¢, 8 ¢, 10 ¢, 20 ¢, 50 ¢ et 1 $.
C'est en octobre 1912 que les Postes émettent pour la première fois des timbres en roulette. Il s'agit du timbre de 1 ¢. En mars 1913, des timbres de 1 ¢ sont aussi émis en carnet. Le 15 avril 1915 des timbres taxe de guerre sont émis en application de la Loi spéciale des revenus de guerre qui impose une taxe sur les envois postaux. 
Le timbre brun de 2 ¢ + 1 ¢ de taxe émis le 29 août 1916 était trop souvent pris pour un timbre de 2 cents, alors que sa valeur nominale était de 3 ¢. C'est à la suite des plaintes de la population qu'en août 1918 furent émis des timbres bruns de 3 cents. Ces derniers étant difficiles à oblitérer, furent remplacés par des timbres carmin.

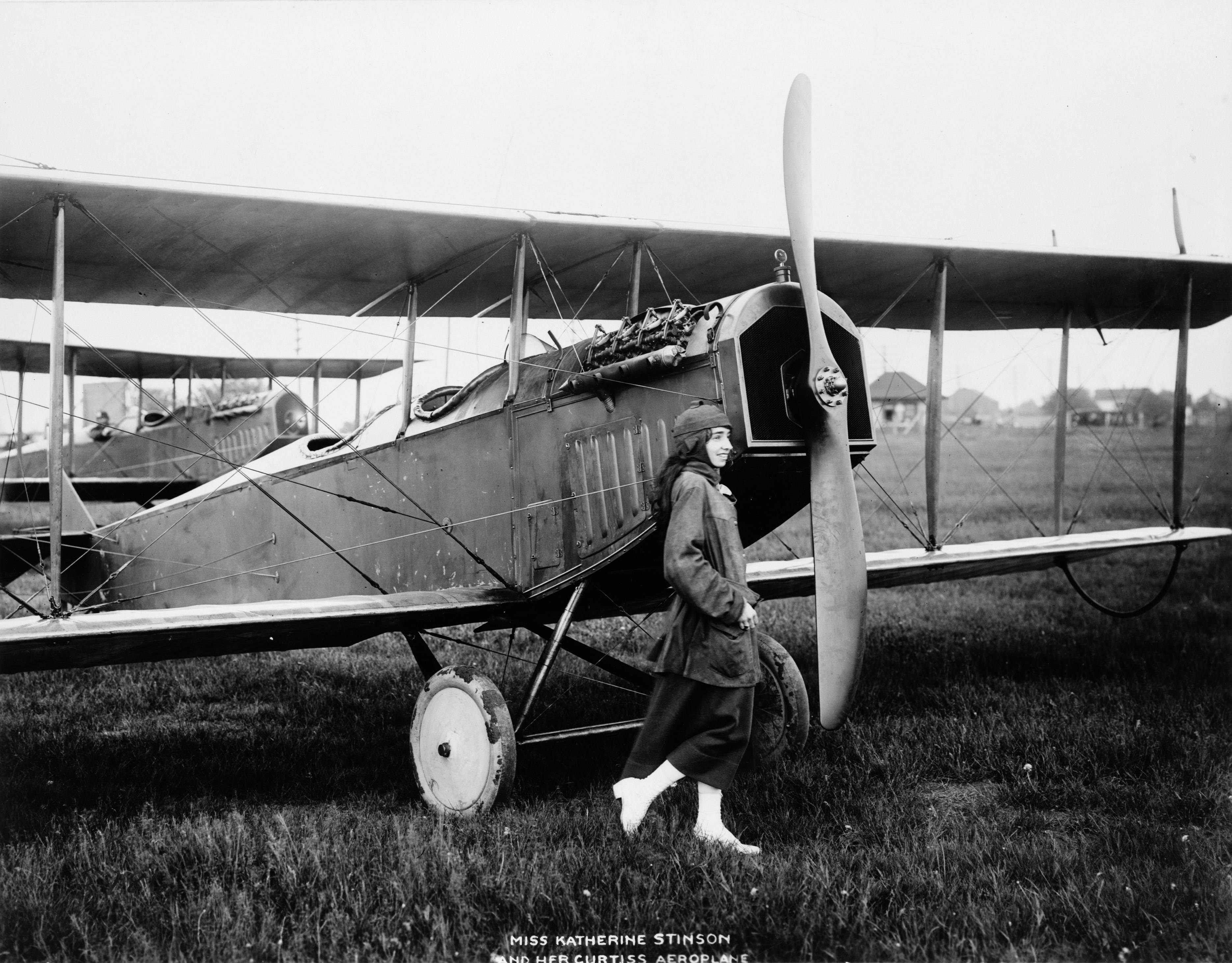
Katherine Stinson et son Curtiss en 1910

Le 9 juillet 1918, Katherine Stinson devient la première femme à transporter officiellement le courrier par avion lors d’un vol effectué entre Calgary et Edmonton, en Alberta.
Le 3 mars 1919, le premier vol postal international en Amérique du Nord est effectué entre Vancouver en Colombie-Britannique et Seattle dans l’État de Washington. Le 14 juin, John Alcock et Arthur Whitten-Brown effectuent le premier vol postal transatlantique sans escale à partir de St-Jean Terre-Neuve jusqu'à Clifden en Irlande. Le vol dure 16 heures et 12 minutes.
À la suite du congrès de l'union postale universelle de Madrid en 1920, il a fallu réorganiser les couleurs des timbres pour satisfaire aux nouvelles exigences. Le timbre de 4 ¢ fut émis le 3 juillet 1922 à la suite de la réunion du 6 avril 1922 des cadres du ministère des Postes pour les lettres à destination du Royaume-Uni et d'autres régions de l'Empire. Les timbres bleus de 8 ¢ furent émis le 1er octobre 1925 pour l'affranchissement international qui venait d'être réduit à ce prix.
Le 21 août 1922 et le 29 juin 1927 (au soixantenaire de la confédération), les Postes émettent des timbres de 20 ¢ pour la livraison par exprès.
L’agence philatélique des Postes est créée en 1923. Cette même année, le plus petit bureau de poste du Canada, situé à Ocean Park en Colombie-Britannique est construit par le maître de poste F. S. Pratt à partir d’une structure pliante de 0,56 m2.
Le premier timbre semi-officiel de courrier par avion est utilisé le 21 septembre 1924 pour un vol entre les villes minières de Haileybury en Ontario et Rouyn au Québec.

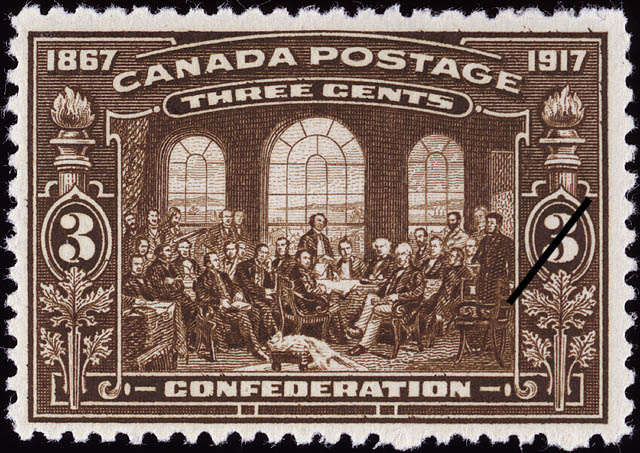
Timbre Canada 3 cents Confédération 1917

Malgré la guerre qui sévit à cette époque, le Cabinet du Dominion a approuvé, le 13 juin 1917, l'émission d'un timbre spécial de 3 cents pour souligner le cinquantième anniversaire de la Confédération.
Le ministère des postes a dû surcharger 15 millions de timbres de 3 ¢ déjà en stock pour les mettre au tarif rétablit à 2 ¢ le 1er juillet 1926. Comme le travail n'a pas été satisfaisant à cause de la difficulté de surcharger des feuilles déjà encollées, les postes n'ont conservé que 500 feuilles qu'elles ont émises le 26 octobre 1926 pour la philatélie. 

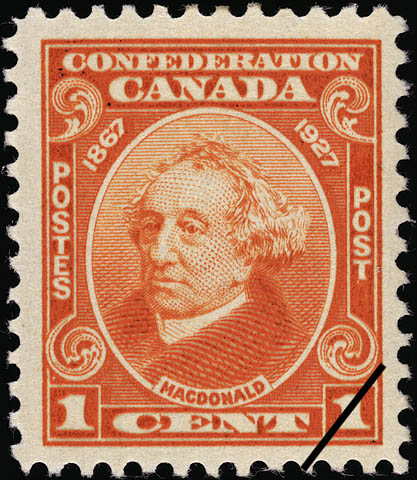
Timbre Canada 1 cent MacDonald 1927

Un comité nommé par le gouvernement pour le jubilé de diamant de la confédération a proposé une émission spéciale de timbres-poste pour souligner l'occasion. Ces timbres émis le 29 juin 1927 sont les premiers à porter les mots « POSTES » et « POST » séparés de « CANADA » à la place du « CANADA POSTAGE ».
Pour répondre au souhait populaire de voir des timbres représentant des hommes d'État du Canada, les postes ont préparé trois timbres spéciaux entre février et juillet 1926. Il s'agit de Thomas D'Arcy McGee, sir Wilfrid Laurier, sir John A. Macdonald, Robert Baldwin et sir Louis-Hippolyte La Fontaine. Cependant, ces timbres n'ont été émis que le 29 juin 1927 en même temps que ceux du jubilée de diamant.

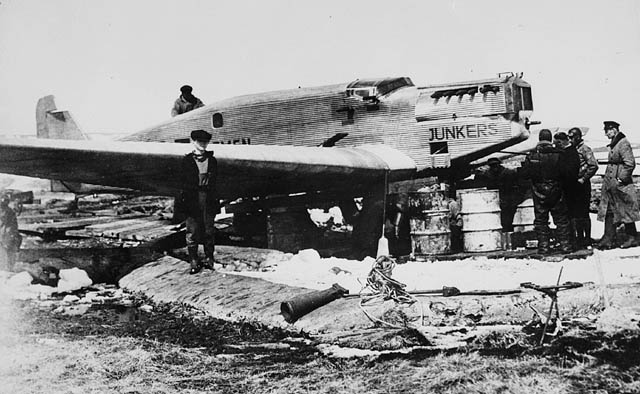
Roméo Vachon et Ehrenfried Günther von Hünefeld posent à droite du Junkers W 33

Le pilote Roméo Vachon effectue la première tournée postale aérienne sur la Côte-Nord au Québec le jour de Noël 1927. 
Puisque le motif des timbres courants n'avait pas changé depuis seize ans, le Ministère a décidé, en 1928, d'émettre une nouvelle série de timbres courants portant un portrait contemporain du roi. Le premier timbre fut émis le 29 octobre 1928.
Le 21 septembre 1928 voit la première émission de timbres pour la poste aérienne.
Le 5 décembre 1928, les Postes illustrent pour la première fois sur ses timbres courant de hautes valeurs des scènes canadiennes qui ont de l'intérêt sur le plan géographique ou industriel. Cet événement marque le moment où les timbres-poste commencent à servir de moyen d'information sur le Canada. Parmi ceux-ci, le fameux Timbre Blue Nose fut émis le 8 janvier 1929.

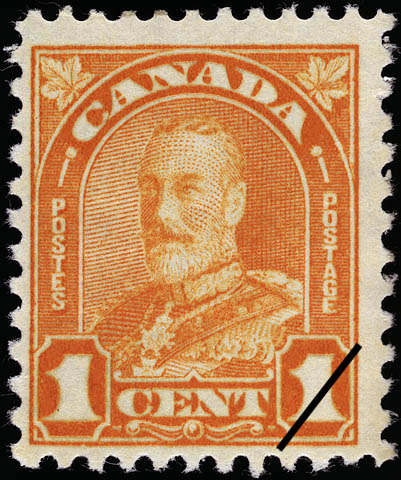
Timbre Canada 1 cent George V 1930

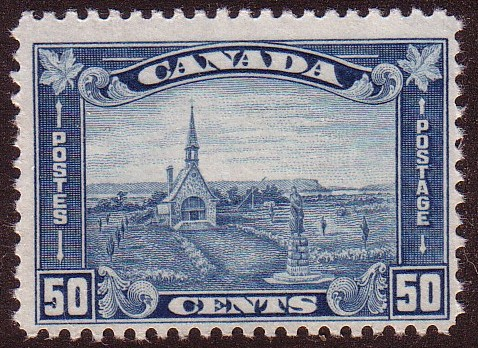
Le Grand-Pré de 1930

Pour la période débutant le 1er avril 1930, le contrat de fabrication des timbres canadiens a été accordé à la British North American Bank Note Company à Ottawa. Ce changement de contrat a nécessité l'émission d'une nouvelle série de timbres courants dont le premier fut émis le 17 juillet.
Le 24 juin 1931, les postes émettent à nouveau un timbre de 3 ¢ carmin avec George V en amiral comme la série de 1911-25. Le tarif d'affranchissement des lettres passe à 3 ¢ le 1er juillet. Le portrait de George-Étienne Cartier remplace l'image de la bibliothèque du parlement sur le timbre courant de 10 ¢ le 30 septembre. 
Comme les postes se sont retrouvés avec un stock excédentaire considérable de timbres rouges de 2 ¢ de l'émission de 1930, une surcharge faisant passer la valeur nominale de ces timbres à 3 ¢ a été imprimée pour éviter le gaspillage le 21 juin 1932.

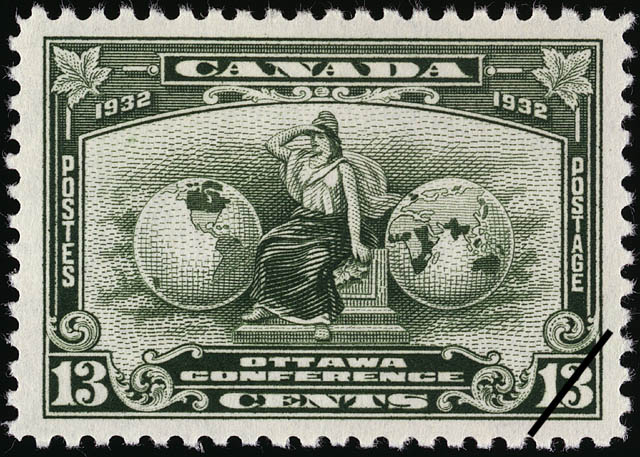
Timbre Canada 3 cents Allégorie impériale 1932

Pour célébrer l'événement les postes émettent le 12 juillet 1932, 4 timbres spéciaux portant le titre abrégé « Ottawa Conference ». Trois de ceux-ci représentent George V, le prince de Galles futur George VI et une « Allégorie impériale ». Le timbre de poste aérienne de 5 ¢ fut surchargé du titre abrégé avec 1932 et deux 6. 

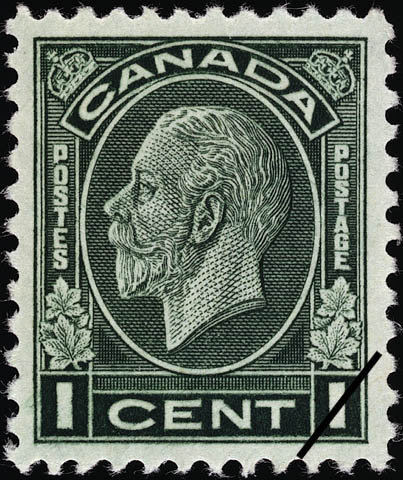
Timbre Canada 1 cent George V 1932

Afin de renouveler le portrait du roi pour les timbres courants, les Postes ont décidé d'adopter le médaillon qu'ils avaient utilisé pour le timbre de 3 ¢ de l'émission sur la Conférence d'Ottawa. Ils furent émis le 1er décembre 1932. Avec l'augmentation des tarifs postaux, le timbre de 12 ¢ illustrant la citadelle de Québec est passé à 13 ¢ pour l'affranchissement passé à 3 ¢ et la recommandation de 10 ¢ des lettres de moins d'un once.

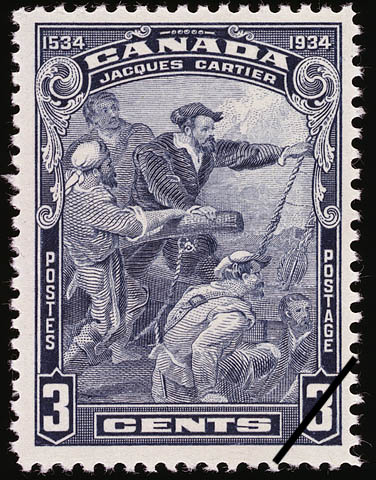
Timbre Canada 3 cents Jacques Cartier 1934

En 1933 et 1934, les postes ont émis 6 timbres pour célébrer les sujets suivants : l'Union postale universelle, l'Exposition et la Conférence mondiale sur le grain, le vapeur canadien SS Royal William (en), le 400e anniversaire de la découverte du Canada par Jacques Cartier, le 150e anniversaire de la fin de la vague d'immigration au Canada des Loyalistes de l'Empire-Uni et le 150e anniversaire de la fondation de la province du Nouveau-Brunswick.
Le 1er avril 1935, le contrat de fabrication des timbres-poste et des entiers postaux canadiens est revenu à la Canadian Bank Note Company à Ottawa.
Le 4 mai, les postes produisent une émission de timbres spéciaux pour célébrer le 25e anniversaire de l'accession au trône de George V le 6 mai 1910. Cette émission illustre la princesse Elisabeth, le duc d'York, deuxième fils de Georges V, le roi Georges V et la reine Mary, le prince de Galles, fils aîné du roi, le château de Windsor et finalement, le yacht royal Britannia.
Les timbres de valeurs nominales basses portent le portrait du roi et ceux de valeurs élevées 
évoquent l'histoire et la géographie du Canada. À partir de cette émission, les poinçons de tous les timbres-poste canadiens ont porté l'année de fabrication de chaque illustration.
Le roi George V est décédé le 20 janvier 1936.
Son fils Édouard VIII lui succéda. Ce dernier n'aura pas régné suffisamment longtemps pour que le Canada émette des timbres pendant son règne, même si des maquettes furent préparées. .
Pour la description des timbres, voir Timbres du Canada sous George V (1910-1936)
La dernière émission de timbres courant sous George V fut mise en circulation le 1er juin 1935. 

### George VI 1936-1952
Le roi George VI succède à son frère Edouard VIII en 1936.

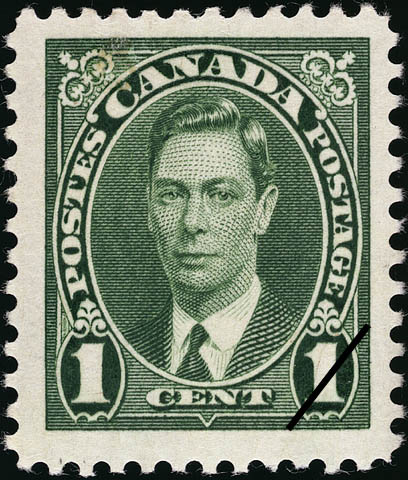
1¢ George VI 1937

Les postes ont préparé une nouvelle série de timbres à l'effigie du nouveau roi. La nouvelle émission de timbres de 1 ¢, de 2 ¢ et de 3 ¢ est mise en vente le 1er avril 1937. Le roi y figure en habit civil. Les timbres de 4 ¢, 5 ¢ et 8 ¢ suivent le 10 mai.
En 1938, les postes inaugurent le service de livraison par exprès des colis postaux au Canada. Un timbre de 20 ¢ est émis pour affranchir les envois par ce service.

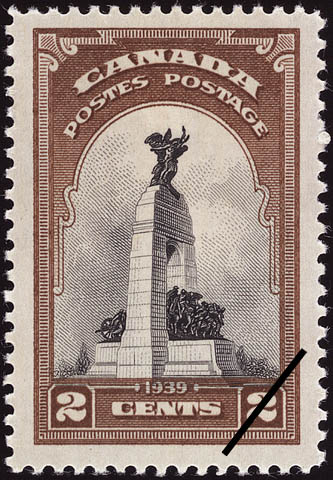
2¢ Monument Grande Guerre 1939

En 1939, elles établissent un service aérien transatlantique et transcanadien régulier. En août de la même année, les postes publient le premier numéro de Postmark. En décembre, la publication est suspendue à cause de la guerre et ne reprend qu'en mai 1948 pour se terminer en mars 1969.
C'est en novembre 1941 qu'est lancé au Canada, le service d'aérogrammes, des lettres par avion. Au début, pour un tarif de 10 ¢, ce service permet d'envoyer des messages par avion aux membres des forces armées à l’étranger.
Les postes canadiennes ont émis un timbre-poste spécial pour souligner le couronnement du roi Georges VI et la reine Elizabeth. Le timbre a été mis en vente le 10 mai 1937, soit deux jours avant la date réelle du couronnement. 
Les timbres illustrés d'usage courant à valeurs nominales élevées ont pour thème les points d'accès du pays à Ottawa, Halifax, Winnipeg, Vancouver et Montréal.
En 1939, Leurs Majestés le roi Georges VI et la reine Elizabeth ont visité le Canada, premier pays du Commonwealth à accueillir les nouveaux monarques. Pour marquer cet événement, le ministère a émis trois timbres spéciaux durant leur visite.

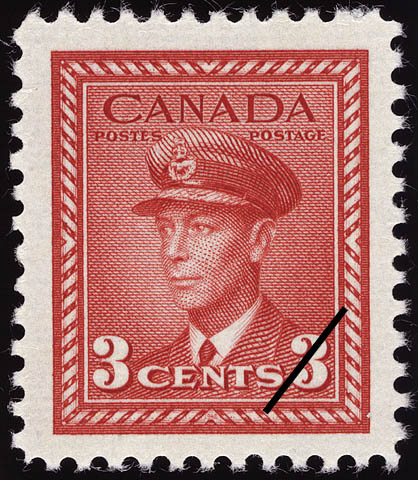
3¢ George VI 1942

Le 1er juillet 1942, jour de la Confédération, le Ministère émet des timbres représentant le chef des forces armées, le roi Georges VI, portant des uniformes. Le Ministère choisit pour thème la contribution du Canada à l'effort de guerre des Alliés. Les timbres de 4 ¢ et de 8 ¢ sont particuliers en représentant un silo-élévateur et une scène champêtre.
Cette même année, les postes offrent le service des cartes-avion permettant de correspondre avec les prisonniers de guerre en Allemagne et en Italie.
En 1943, afin d'assurer un service postal régulier entre Dawson Creek en Colombie-Britannique et Whitehorse au Yukon, le ministère ouvre une route de maisons de relais de plus de 1 600 km de long. À partir de 1945, les postes assurent un service postal aérien entre le Canada, l’Australie et Fidji.

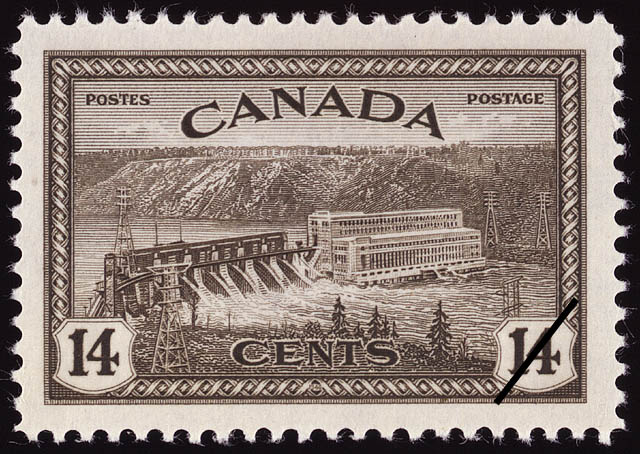
14¢ Centrale Hydroelectrique 1946

Tous les timbres-poste illustrés émis entre 1927 et 1945 ont des sujets liés à l'histoire, à la géographie, à l'agriculture et aux ressources naturelles du Canada. En 1946, le Ministère décide de remplacer les timbres-poste illustrés émis en temps de guerre par une émission qui représente les industries primaires et les matières premières du Canada. Ces timbres montrent la reconversion du secteur industriel canadien à une économie de paix. 
C'est à Ottawa, en 1946, qu'a eu lieu le premier vol postal en hélicoptère au Canada. Il s'agissait d'un vol d’essai entre l’aéroport d’Uplands et le bureau de poste de la rue Besserer.
En 1947, sont émis, un timbre pour célébrer l'adoption de la Loi sur la citoyenneté canadienne et un autre pour la naissance en 1847 d'Alexander Graham Bell, l'inventeur du téléphone.
Le 1er juillet 1948, le sous-ministre des Postes, Walter James Turnbull inaugure le « service tout-par-avion » qui prévoit le transport aérien de tout le courrier de 1re classe partout où c’est possible. Cette année-là, les postes célèbrent le mariage de la future Elisabeth II ainsi que les cent ans de gouvernement responsable au Canada.
Le 31 mars 1949, Terre-Neuve devient la 10e province à se joindre à la confédération canadienne. Un timbre est émis pour l'occasion. Le bicentenaire de la ville d'Halifax est fêté par un timbre cette même année.
En 1950, deux timbres aussi célèbrent respectivement l'exploitation pétrolière dans l'ouest du pays et l'exploitation des fourrures.

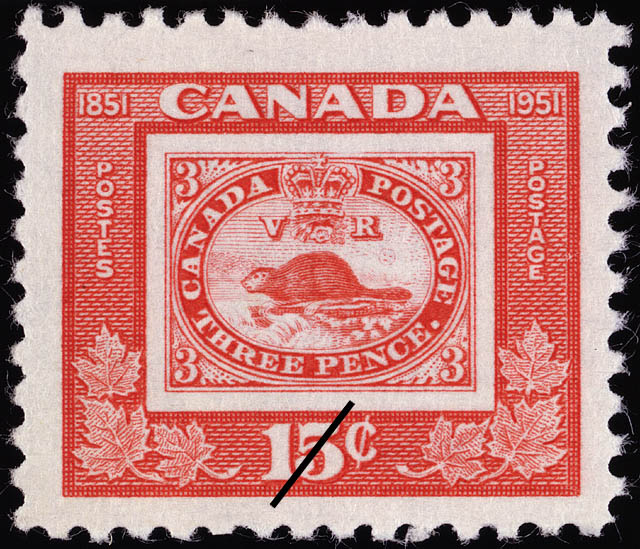
15¢ Timbre Castor 1951

Le 1er avril 1951, le ministère lance un service de colis par avion pour l’intérieur du Canada. Cette année voit le centenaire du premier timbre poste du Canada qui est fêté par une émission de 4 timbres dont un illustre le 1er timbre en question. On célèbre aussi la visite au Canada de Leurs Altesses Royales la princesse Elizabeth et son époux, le duc d'Édimbourg.

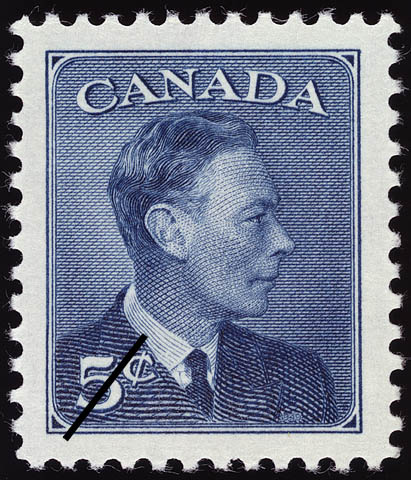
5¢ George VI 1950

En vertu du règlement de l'Union postale universelle, tous les pays membres devaient émettre des timbres-poste de mêmes couleurs pour l'affranchissement des trois catégories de courrier de base. Le 2 avril 1951, on a modifié les tarifs postaux et convenu de changements de couleurs. Le Ministère projetait d'émettre le timbre de 2 ¢ en vert olive et le timbre de 4 ¢ en orange dans un avenir suffisamment éloigné pour se donner le temps d'épuiser ces valeurs dans leurs couleurs originales, le brun et le rouge. On a alors décidé de produire le timbre de 1 ¢ en brun et le timbre de 3 ¢ en rouge, conformément au règlement de l'UPU concernant la couleur des timbres-poste. Au XIIIe Congrès de l'Union postale universelle, qui s'est tenu à Bruxelles en 1952, les administrations postales ont cessé d'être limitées dans le choix des couleurs pour les timbres-poste. 
Cette série de timbres-poste canadiens ne porte pas les mots « postes » et « postage », mais il ne s'agit pas là d'une erreur d'impression. Ces timbres constituent en effet l'émission « non révisée ». Ils ont été conçus et fabriqués délibérément sans les mots en question. Ils devaient être mis en circulation le 6 juin 1949, mais il a fallu reporter la date de leur émission, parce qu'on avait décidé à la dernière minute d'ajouter les mots « postes » et « postage » à la série. 
C'est entre Malton en Ontario et Idlewyld dans l’État de New York, le 18 avril 1950 qu'a été effectué le 1er vol postal en avion à réaction en Amérique du Nord. Il s'agissait d'un vol d'essai qui a duré 59 minutes et 58 secondes.
Le service des colis-avion, à l’intérieur du Canada, est mis sur pied le 1er avril 1951.
Le 25 juin [1951], les timbres émis à l'effigie de Robert Borden et William Lyon Mackenzie King lancent une série conçue pour rendre hommage aux premiers ministres canadiens qui n'avaient pas encore été représentés. Cette série verra des émissions additionnelles jusqu'en 1961.
Le roi George VI est décédé le 6 février 1952.
Pour la description des timbres, voir Timbres du Canada sous George VI (1936-1952)

### Élisabeth II: 1952 à aujourd'hui
La reine Élisabeth II succède à son père George VI en 1952.

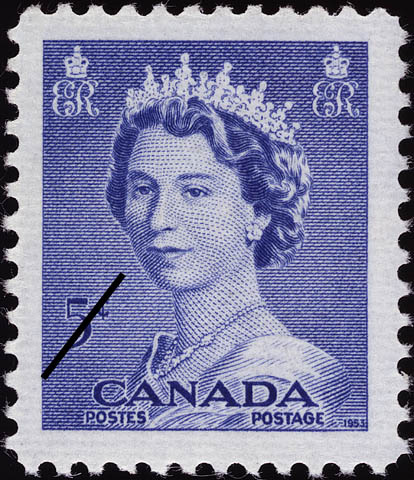
5¢ Elizabeth II Karsh 1953

À partir de 1953, les postes offrent le service postal aérien international pour le courrier de 2e classe. La série sur la faune nationale lancée cette année-là fera l'objet démissions jusqu'en 1957. Le castor de 5 ¢ de cette série émis le 1er avril 1954, est le 1er timbre commémoratif à être émis en carnet. Le tri électronique du courrier est testé cette même année.

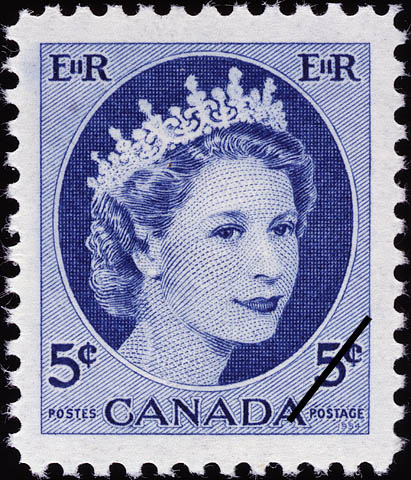
5¢ Elizabeth II Wilding 1954

À partir de cette émission, les carnets avec inscriptions en anglais seulement ne sont plus émis ; le marquage au phosphore et les feuillets miniatures apparaissent pour la 1re fois.

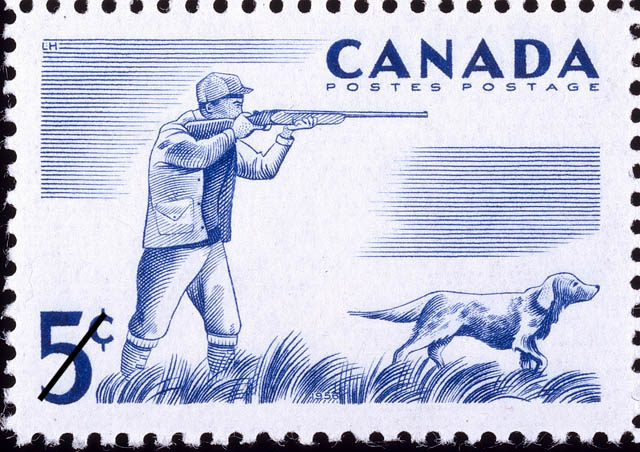
5¢ Chasse 1957

L'émission du 7 mars 1957 des sports de récréation est la première à présenter différents timbres se-tenant, c'est-à-dire différents timbres sur une même feuille.
En 1959, plusieurs villes du pays voient apparaître de nouvelles boîtes aux lettres en fibre de verre moulée de la couleur rouge traditionnelle des postes canadiennes. La première carte-souvenir philatélique de l'histoire du Canada en timbres-poste est émise. Les timbres apposés sur la carte des 10 premières séries. Par la suite, les timbres sont fournis séparément, libres ou dans des pochettes.
C'est avec les États-Unis que le Canada réalise sa première émission conjointe. Le timbre est émis le 26 juin 1959 pour commémorer l'ouverture de la Voie maritime du Saint-Laurent.
En 1961, les premiers feuillets miniatures sont produits et émis sous cellophane.
Des timbres marqués au phosphore sont introduits à Winnipeg le 13 janvier 1962. 
L'émission camée est la première où les timbres courants de petite valeur sont imprimés horizontalement. Les derniers timbres de service (avec un G en surimpression) sont émis en 1963 sur ces camées. 
Les premiers timbres émis particulièrement pour Noël sont émis le 14 octobre 1964.
La première collection thématique est émise en 1967 dans un coffret à l'occasion du centenaire de la confédération.
Les 12 timbres de Noël émis le 7 octobre 1970 sont illustrés de dessins faits par des écoliers canadiens.
Le code postal canadien voit le jour à Ottawa en 1971.
Les timbres courants de faible valeur de cette émission représentent les premiers ministres du Canada en plus de la reine. À partir de 1972, les collections souvenir annuelles de tous les timbres émis dans l'année sont offerts dans un libre les décrivant. 
La « poste prioritaire » est introduite le 1er mai 1978 pour faire concurrence aux services de messagerie privés. Postes Canada finira par acheter son concurrent.
Des cartes célébrant l'exposition philatélique internationale de l'année sont émises en 1981 à l'occasion de WIPA 81. Le 16 octobre, le ministère des Postes devient une société d’État.
Des étiquettes pré-codées « collez et cochez » furent introduites sur une base expérimentale à Winnipeg pour accélérer le classement automatique durant la période de Noël 1983.
Le Canada émet son premier timbre conjointement avec la France le 20 avril 1984. Le timbre célèbre le 450e anniversaire du premier voyage de Jacques Cartier au Canada. Les premiers timbres imprimés pour être encadrés sont émis le 18 mai pour l'émission du timbre célébrant la visite des grands voiliers.
Les émissions courantes qui ont suivi furent :
- Émission de la faune en 1987
- Émission des fruits en 1991
- Émission des métiers et de la faune en 1997
- Émission du millénaire en 1999
- Émission de la feuille d'érable en 2003
- Émission des fleurs et du drapeau en 2004

Pour la description des timbres, voir Timbres du Canada sous Élisabeth II (1952 à aujourd'hui). À partir de 1967, voir les articles décrivant les timbres d'une année.